# Shiba
Shiba (også kendt som Shiba inu) betyder "lille hund" på japansk og er en meget gammel race, der opstod i det bjergrige, japanske landskab. Shibalignende hundetyper har været kendt i over 3000 år, og rester af sådanne hunde er bl.a. fundet i ruiner fra omkring 500 år f. Kr. Shiba'en blev oprindeligt brugt som jagthund, men blev i forbindelse med importen af klassiske europæiske jagthunderacer krydset med disse for at skabe en ny type jagthund. Det blev over årene stadig sjældnere og sjældenere at støde på raceren shiba, og det fik en gruppe japanere til at påbegynde et seriøst redningsarbejde for at sikre racen fra at uddø. Racen fik sin standard i 1934 og blev i 1937 udnævnt til et såkaldt japansk "naturmonument", hvilket var med til at redde den nu så populære lille hund. 2. verdenskrig gjorde et stort indhug i racen, men den overlevede og er i dag én af Japans mest skattede hunderacer.
Shiba'en er den mindste af spidshundene.

## Temperament og pleje
Shiba'en er en kærlig, hengiven og fintfølende hund og en dejlig familiehund, hvis man respekterer dens selvsikre og uafhængige natur. Den er intelligent, livlig og kræver en del motion. Shiba'en er reserveret over for fremmede og er ikke altid lige let at træne.
Shiba'en har normalt stor personlighed, og den gør sjældent. Det er også en meget renlig hunderace - Ofte er den renlig, når man får den fra kennelen. 

## Kropsbygning
En han Shiba vejer 10-15 kg mens en hun Shiba vejer 8-10 kg.
Shiba inus krop er bygget kompakt men fyldt med veltrænede muskler.

## Internetfænomen
Shibaen er også kendt fra internet-fænomenet "Doge"
- Wikimedia Commons har flere filer relateret til Shiba